# Les Moutiers-en-Auge
Pour les articles homonymes, voir Moutiers.
Les Moutiers-en-Auge sont une commune française, située dans le département du Calvados en région Normandie, peuplée de 129 habitants.

## Géographie
| Norrey-en-Auge                              | Norrey-en-Auge, L'Oudon (comm. ass. de Grandmesnil) | L'Oudon (comm. ass. de Grandmesnil) |
| Beaumais (sur une dizaine de mètres), Crocy | des Moutiers-en-Auge                                | Saint-Gervais-des-Sablons (Orne)    |
| Le Marais-la-Chapelle                       | Le Marais-la-Chapelle, Montreuil-la-Cambe (Orne)    | Montreuil-la-Cambe (Orne)           |

### Hydrographie
La commune est située dans le bassin Seine-Normandie. Elle est drainée par l'Oudon, le fossé 01 du Hamelet, le fossé 02 du Hamelet, le fossé 01 de la commune des Moutiers-en-Auge, le ruisseau des Aneries, le fossé 01 de Saint-Blaise et le cours d'eau 06 du Manoir,,.
L'Oudon, d'une longueur de 26 km, prend sa source dans la commune  et se jette  dans la Dives à Saint-Pierre-en-Auge, après avoir traversé trois communes. 

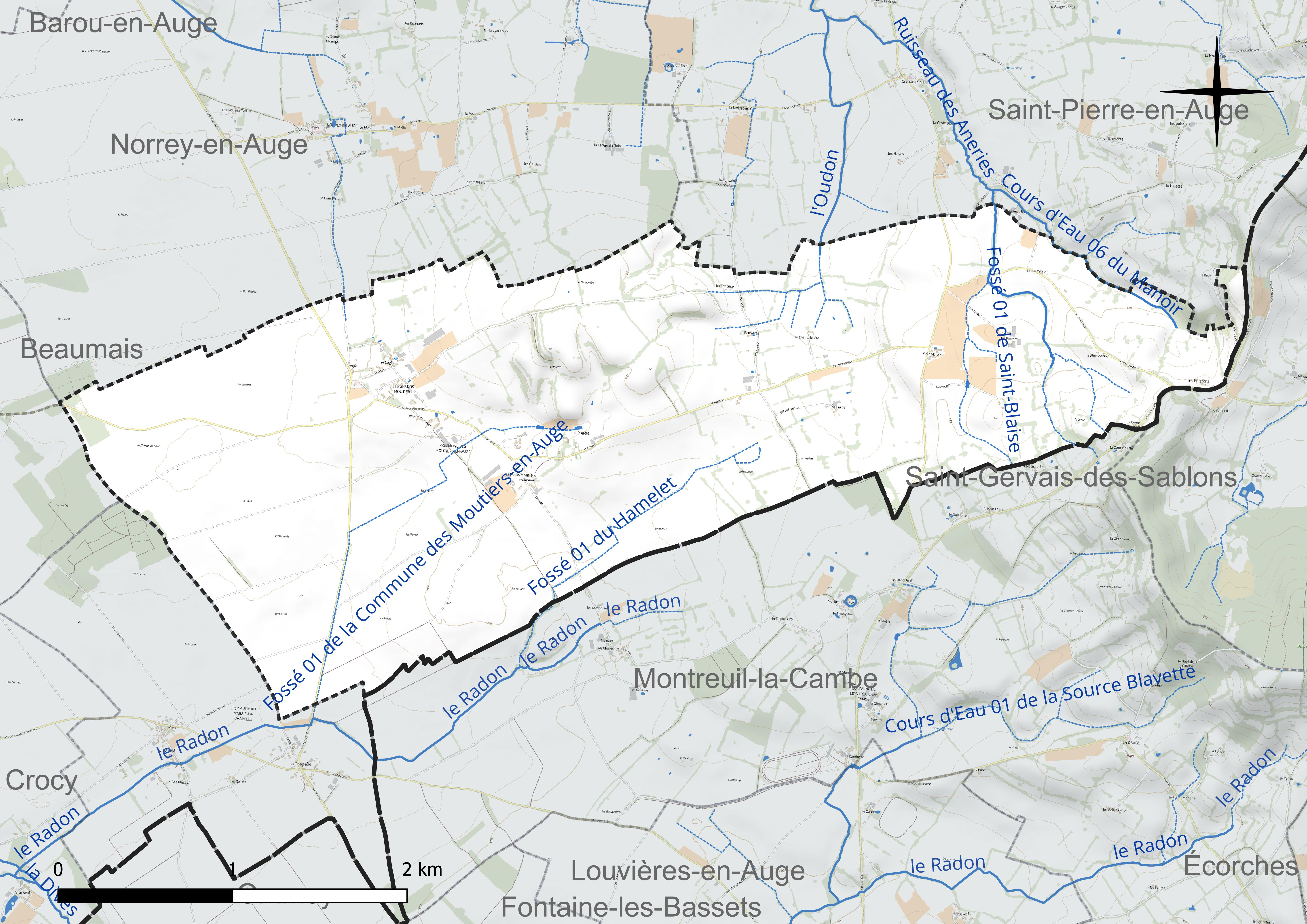
Réseau hydrographique des Moutiers-en-Auge.

### Climat
Pour des articles plus généraux, voir Climat de la Normandie et Climat du Calvados.
En 2010, le climat de la commune est de type climat océanique altéré, selon une étude du CNRS s'appuyant sur une série de données couvrant la période 1971-2000. En 2020, Météo-France publie une typologie des climats de la France métropolitaine dans laquelle la commune est exposée à un climat océanique et est dans la région climatique  Normandie (Cotentin, Orne), caractérisée par une pluviométrie relativement élevée (850 mm/a) et un été frais (15,5 °C) et venté. Parallèlement le GIEC normand, un groupe régional d'experts sur le climat, différencie quant à lui, dans une étude de 2020, trois grands types de climats pour la région Normandie, nuancés à une échelle plus fine par les facteurs géographiques locaux. La commune est, selon ce zonage, exposée à un « climat des plateaux abrités », correspondant à la plaine agricole de Caen à Falaise, sous le vent des collines de Normandie et proche de la mer, se caractérisant par une pluviométrie et des contraintes thermiques modérées.
Pour la période 1971-2000, la température annuelle moyenne est de 10,4 °C, avec  une amplitude thermique annuelle de 13,4 °C. Le cumul annuel moyen de précipitations est de 775 mm, avec 12,5 jours de précipitations en janvier et 8 jours en juillet. Pour la période 1991-2020, la température moyenne annuelle observée sur la station météorologique la plus proche, située sur la commune de Damblainville à 8 km à vol d'oiseau, est de 11,6 °C et le cumul annuel moyen de précipitations est de 716,8 mm,. Pour l'avenir, les paramètres climatiques de la commune estimés pour 2050 selon différents scénarios d'émission de gaz à effet de serre sont consultables sur un site dédié publié par Météo-France en novembre 2022.

## Urbanisme

### Typologie
Au 1er janvier 2024, Les Moutiers-en-Auge sont catégorisés commune rurale à habitat très dispersé, selon la nouvelle grille communale de densité à 7 niveaux définie par l'Insee en 2022.
Elle est située hors unité urbaine et hors attraction des villes,.

### Occupation des sols
L'occupation des sols de la commune, telle qu'elle ressort de la base de données européenne d'occupation biophysique des sols Corine Land Cover (CLC), est marquée par l'importance des territoires agricoles (99,6 % en 2018), une proportion identique à celle de 1990 (99,6 %). La répartition détaillée en 2018 est la suivante : 
terres arables (60,3 %), prairies (39,3 %), forêts (0,4 %). L'évolution de l'occupation des sols de la commune et de ses infrastructures peut être observée sur les différentes représentations cartographiques du territoire : la carte de Cassini (XVIIIe siècle), la carte d'état-major (1820-1866) et les cartes ou photos aériennes de l'IGN pour la période actuelle (1950 à aujourd'hui).

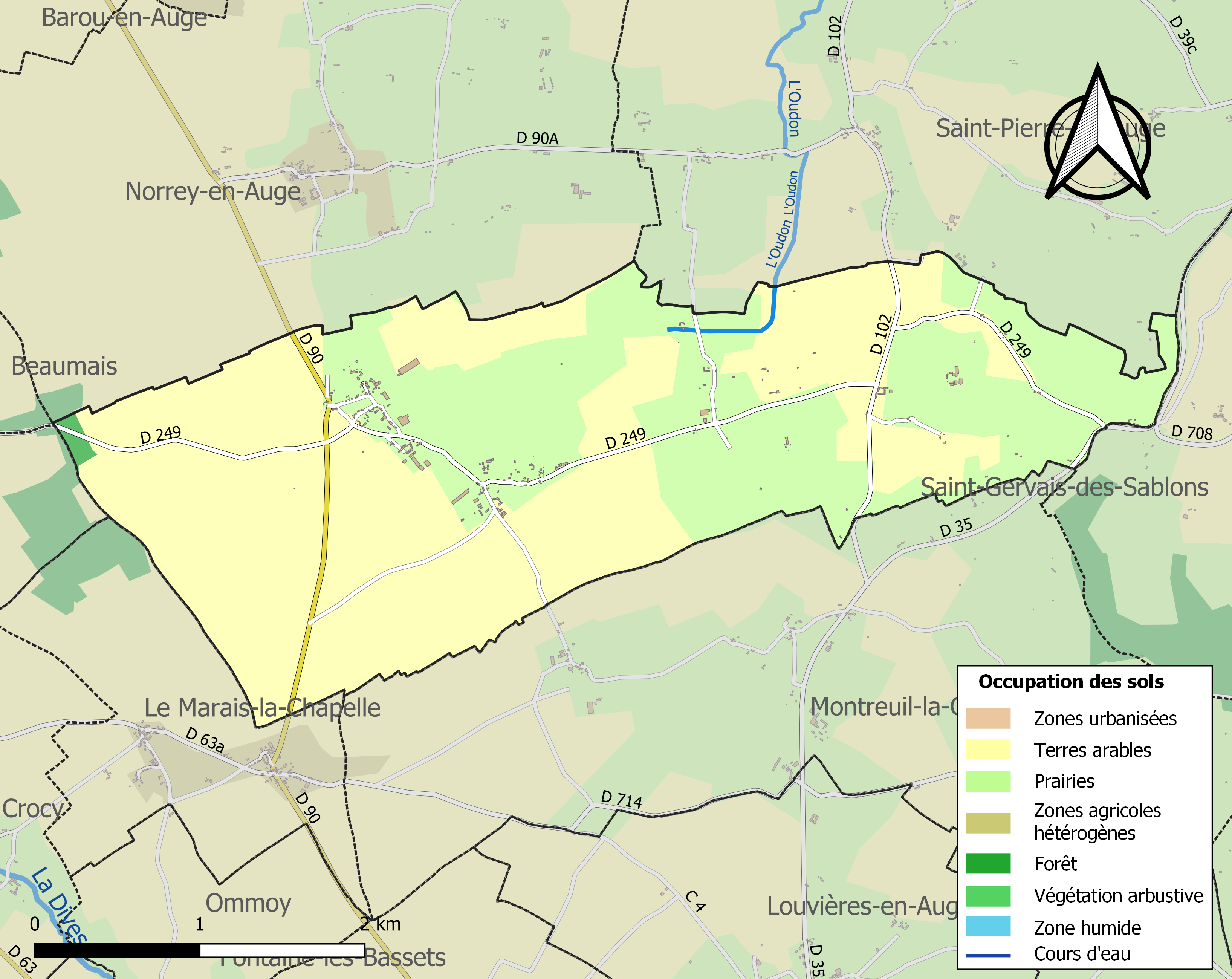
Carte des infrastructures et de l'occupation des sols de la commune en 2018 (CLC).

## Toponymie
Le nom de la localité est attesté sous les formes Les Moutiers en 1793, Les Moutiers-en-Auge en 1801.
L'ancien français moutier, issu du latin monasterium, pouvait désigner, plus souvent qu'un monastère, une simple église. La particularité des toponymes Moutiers (au pluriel) est qu'ils indiquaient que l'endroit présentait au moins deux lieux de culte, ce qui était le cas ici, la deuxième église ayant été détruite au XIXe siècle. L'église Saint Martin avoisinait l'église Saint Gervais Saint Protais (caractéristique d'un établissement monastique pré-normand).
Le locatif en-Auge était déjà joint sous le Consulat.
Le gentilé est Monastérien.

## Politique et administration
| Période                                  | Période      | Identité       | Étiquette | Qualité  |
| ---------------------------------------- | ------------ | -------------- | --------- | -------- |
| 1977                                     | mars 2008    | Jean Boutigny  | SE        |          |
| mars 2008                                | février 2011 | Alain Chollois | SE        |          |
| avril 2011                               | juillet 2020 | Yves Roset     | SE        | Salarié  |
| juillet 2020                             | En cours     | Alain Pourrit  | SE        | Retraité |
| Les données manquantes sont à compléter. |              |                |           |          |

Le conseil municipal est composé de onze membres dont le maire et deux adjoints.

## Démographie
L'évolution du nombre d'habitants est connue à travers les recensements de la population effectués dans la commune depuis 1793. Pour les communes de moins de 10 000 habitants, une enquête de recensement portant sur toute la population est réalisée tous les cinq ans, les populations de référence des années intermédiaires étant quant à elles estimées par interpolation ou extrapolation. Pour la commune, le premier recensement exhaustif entrant dans le cadre du nouveau dispositif a été réalisé en 2008.
En 2022, la commune comptait 129 habitants, en évolution de +8,4 % par rapport à 2016 (Calvados : +1,58 %, France hors Mayotte : +2,11 %).
Les Moutiers-en-Auge ont compté jusqu'à 489 habitants en 1806.
| 1793 | 1800 | 1806 | 1821 | 1831 | 1836 | 1841 | 1846 | 1851 |
| ---- | ---- | ---- | ---- | ---- | ---- | ---- | ---- | ---- |
| 450  | 300  | 489  | 433  | 386  | 370  | 379  | 351  | 342  |

| 1856 | 1861 | 1866 | 1872 | 1876 | 1881 | 1886 | 1891 | 1896 |
| ---- | ---- | ---- | ---- | ---- | ---- | ---- | ---- | ---- |
| 302  | 317  | 279  | 261  | 236  | 230  | 244  | 242  | 210  |

| 1901 | 1906 | 1911 | 1921 | 1926 | 1931 | 1936 | 1946 | 1954 |
| ---- | ---- | ---- | ---- | ---- | ---- | ---- | ---- | ---- |
| 205  | 190  | 199  | 184  | 175  | 155  | 157  | 185  | 167  |

| 1962 | 1968 | 1975 | 1982 | 1990 | 1999 | 2006 | 2008 | 2013 |
| ---- | ---- | ---- | ---- | ---- | ---- | ---- | ---- | ---- |
| 168  | 142  | 134  | 115  | 126  | 121  | 122  | 122  | 113  |

| 2018 | 2022 | - | - | - | - | - | - | - |
| ---- | ---- | - | - | - | - | - | - | - |
| 126  | 129  | - | - | - | - | - | - | - |

## Lieux et monuments

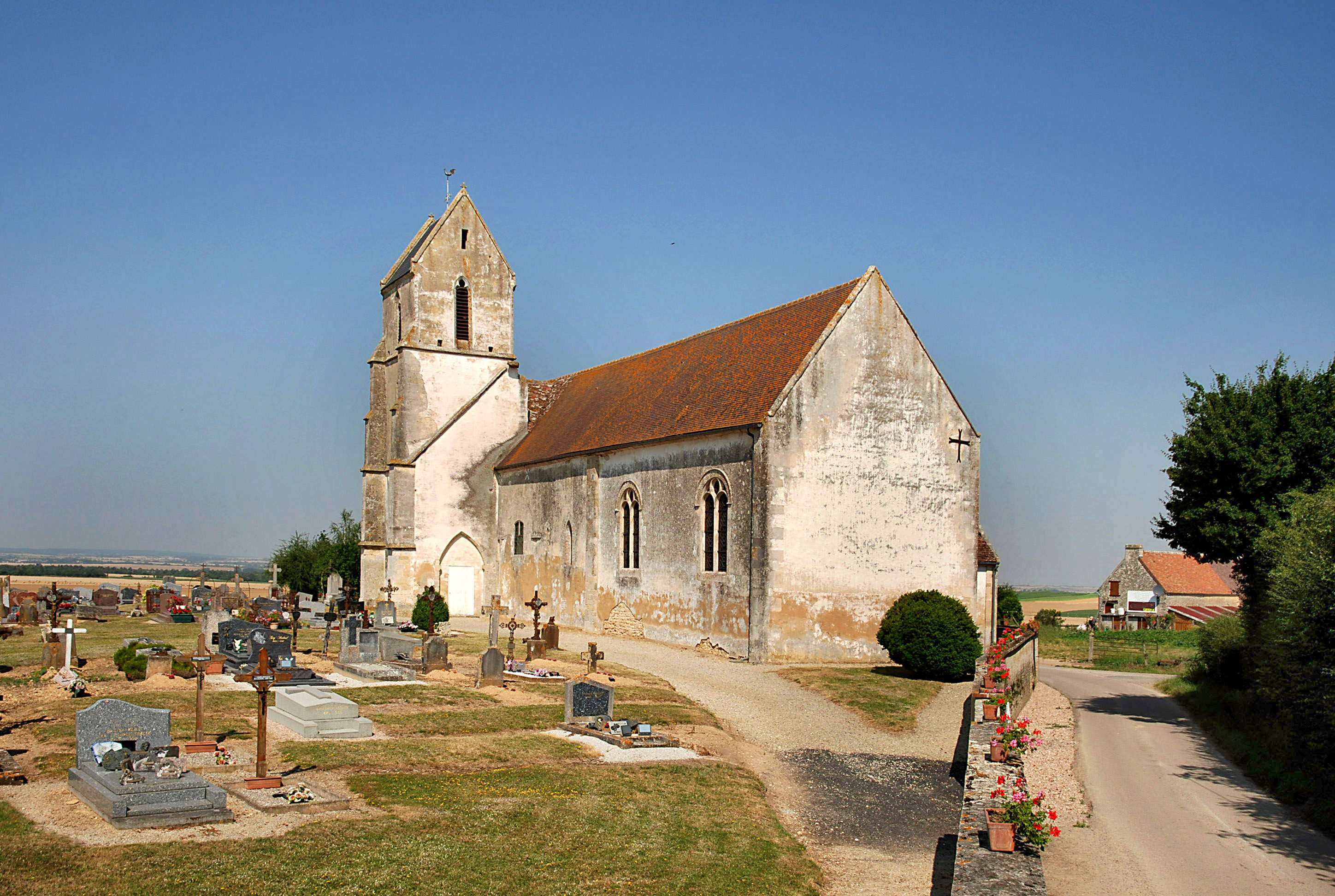
L'église Saint-Martin.

- Église Saint-Martin des XIIIe et XVIIe siècles. Délabrée au cours du XVIIIe siècle, elle est remise en état en 1820.